# Hofmark Haslangkreit

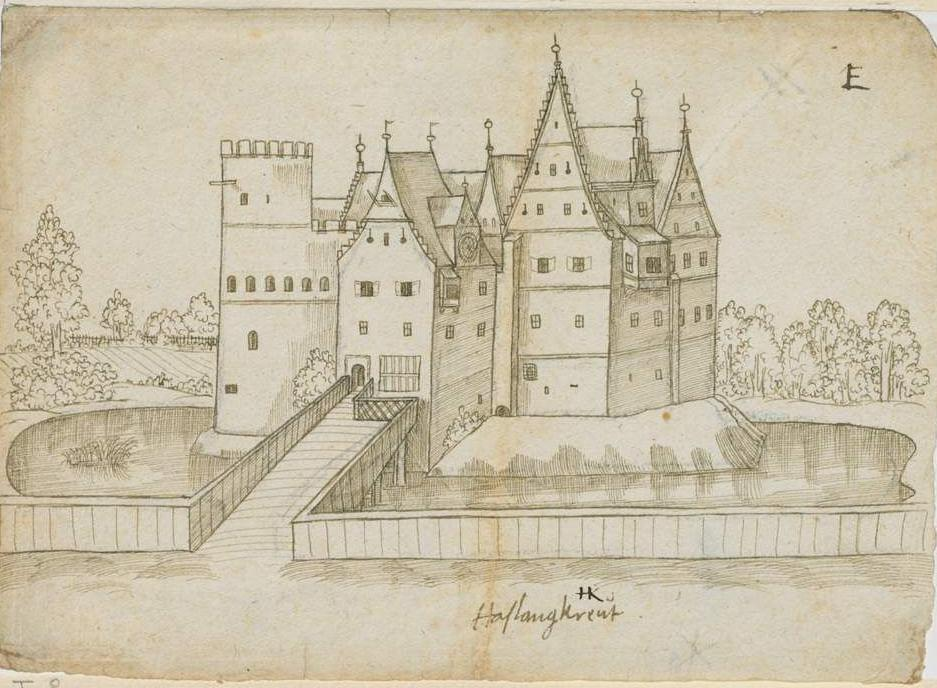
Das Schloss Haslangkreit war ab dem 14. Jahrhundert das Zentrum der gleichnamigen Hofmark und Sitz der Grundherren (Zeichnung von Philipp Apian aus dem 16. Jahrhundert).

Die Hofmark Haslangkreit war eine geschlossene Hofmark des bayerischen Adelsgeschlechts der Haslanger im heutigen Gemeindeteil Haslangkreit von Kühbach (Landkreis Aichach-Friedberg im bayerischen Regierungsbezirk Schwaben). Sie bestand vom 14. Jahrhundert bis zu ihrer Auflösung im Jahr 1818 im Zuge der bayerischen Verwaltungsreformen. Zentrum der Hofmark und Sitz der Grundherren war das Schloss Haslangkreit.

## Geschichte
Zu Beginn des 14. Jahrhunderts übernahmen die Haslanger die Grundherrschaft über die „Burck und Veste“ zu Gereut (auch Cruit oder Creut genannt). 1340 erhielten sie die Mühle in Paar von den Wittelsbachern als Lehen und im Jahr 1420 wurde der Hofmark das Dorfgericht über seine Untertanen zugestanden.
Gemäß dem Steuerbuch aus dem Jahr 1464 gehörten auch die benachbarten Orte Stockensau und Winden zur Hofmark. Sie wurden allerdings 1529 wieder veräußert. Um 1600 kaufen die Haslanger die Orte Abtismühle und Buch und fügten sie damit der Hofmark hinzu.
In der Hofmarkskonskription (systematische Erfassung aller Hofmarken in Bayern) von 1752 wird die geschlossene Hofmark Haslangkreit als eine von zwei Hofmarken der Haslanger, die mittlerweile in den Grafenstand erhoben wurden, aufgeführt. Die Hofmark am rechten Paarufer umfasst demnach neben Haslangkreit auch die Orte Abtismühle, Oberbuch und Unterbuch. Am linken Paarufer waren die Haslanger zudem in Großhausen Hofmarksherren.
1804 starb die Linie der Haslanger in Haslangkreit aus und die Hofmark fiel an die Linie der Hohenkammer.
Im Zuge der bayerischen Verwaltungsreformen unter Graf von Montgelas wurde aus der Hofmark Haslangkreit im Jahr 1818 die politische Gemeinde Haslangkreit gebildet und dem Landgericht Aichach unterstellt.